# Vidua orientalis
La viuda del Sahel (Vidua orientalis) es una especie de ave paseriforme de la familia Viduidae propia de África.

## Biología
Fue considerada durante un tiempo subespecie de la Vidua paradisaea ya que ambas parasitaban a una misma especie, la Pytilia melba, un ave de la familia Estrildidae muy común en África. Aunque la Vidua paradisaea no destruye los huevos de la Pytilia melba, si que pone los suyos en el nido de la segunda. lo que hace que sus crías se aprovechen de las de la otra especie.
Se alimenta mayormente de semillas y grano.